# Deutsche Transplantationsgesellschaft
Die Deutsche Transplantationsgesellschaft (DTG) ist ein Verein mit der Aufgabe, die Transplantationsmedizin in Deutschland in organisatorischer, klinischer und wissenschaftlicher Hinsicht zu fördern.

## Aufgaben
Die 1992 von Rudolf Pichlmayr, Arno Lison, Walter Land und Jürgen Kaden gegründete Gesellschaft hat rund 600 Mitglieder aus den Fachgebieten Chirurgie, Innere Medizin, Urologie, Anästhesie, Immunologie, Pathologie und Koordinatoren. Die DTG koordiniert die Aufgaben der Arbeitsgemeinschaft der deutschen Transplantationszentren und hat eine Verbindungsfunktion zwischen der für die Organspende zuständigen Deutschen Stiftung Organtransplantation (DSO), der Eurotransplant (ET) als Organvermittlung sowie zur Bundesärztekammer, zu Patientenverbänden und anderen internationalen Fachgesellschaften.
Die Gesellschaft veranstaltet jährlich Kongresse und übernimmt die Schirmherrschaft für weitere Veranstaltungen im Bereich der Transplantationsmedizin.

## Preisverleihungen
Darüber hinaus verleiht die DTG von unterschiedlichen Pharmaunternehmen gestiftete Preise im Bereich von Transplantationen und Organspenden. Im Einzelnen sind es:
- Rudolf Pichlmayr Preis der Deutschen Transplantationsgesellschaft[1] (benannt nach Rudolf Pichlmayr (1932–1997); Preisgeld 10.000 €)
- Preis zur Förderung der Organspende (Preisgeld 5.000 €)
- Forschungspreis Immunsuppression (Preisgeld 10.000 €)
- Young Investigator Award (Preisgeld 10.000 €)